# Lac de Créno
Lac de Créno este o arie protejată (sit de importanță comunitară — SCI) din Franța întinsă pe o suprafață de 15 ha, integral pe uscat.

## Localizare
Centrul sitului Lac de Créno este situat la coordonatele 42°12′14″N 8°56′48″E / 42.20389°N 8.94667°E.

## Înființare
Situl Lac de Créno a fost declarat arie specială de conservare în baza directivei 92/43 din 1992 referitoare la conservarea habitatelor naturale și a faunei și florei sălbatice pentru a proteja 1 specie de animale.

## Biodiversitate
Situată în ecoregiunea mediteraneană, aria protejată conține 6 habitate naturale: Grohotișuri silicioase de la nivelul montan până la nivelul zăpezii (Androsacetalia alpinae și Galeopsietalia ladani), Lande oro-mediteraneene cu formațiuni endemice de grozamă, Păduri de pin (sub-) mediteraneene cu pini negri endemici, Ape stătătoare oligotrofe până la mezotrofe, cu vegetație de Littorelletea uniflorae și/sau de Isoëto-Nanojuncetea, Pante stâncoase silicioase cu vegetație casmofită, Pajiști alpine și subalpine calcaroase.
La baza desemnării sitului se află o specie protejată de  amfibieni: Discoglossus montalentii.
Pe lângă speciile protejate, pe teritoriul sitului au mai fost identificate 1 specie de plante, 1 specie de amfibieni, 7 specii de mamifere.